# Wyżni Wielki Furkotny Staw
Wyżni Wielki Furkotny Staw (słow. Vyšné Wahlenbergovo pleso, niem. Oberer Wahlenbergsee, węg. Felső-Wahlenberg-tó) – staw położony w Dolinie Furkotnej, w słowackiej części Tatr Wysokich. Znajduje się na wysokości 2145 m n.p.m., jego powierzchnia to 5,18 ha, głębokość ok. 21 m. Woda w stawie jest bardzo przezroczysta (17,8 m). Jest to największy staw w Dolinie Furkotnej, zajmuje niemal całkowicie jej górne piętro. Jest też jednym z najwyżej położonych jezior tatrzańskich. Wyżej od niego znajduje się tylko Lodowy Stawek i okresowy Barani Stawek. Z powodu tak wysokiego położenia bardzo długo pokryty jest lodem. W 1911 wolny był od lodu tylko przez 10 dni, obecnie średnio przez 50 dni w roku.
Ok. 100 m poniżej Wyżniego Stawu znajduje się mniejszy od niego Niżni Wielki Furkotny Staw. Pomiędzy nimi położone są dwa małe stawki: Soliskowe Oko i Soliskowy Stawek, natomiast w dolnej części doliny usytuowane są dwa małe zbiorniki wodne o podobnych nazwach: Niżni oraz Wyżni Mały Furkotny Stawek.

## Nazewnictwo
Polska nazwa odnosi się do Doliny Furkotnej lub do Furkotu – szczytu ją zamykającego, natomiast nazwy słowacka (nadana przez MKE w 1890 r.), niemiecka i węgierska do szwedzkiego botanika Görana Wahlenberga, który na początku XIX w. badał Tatry i ich roślinność.

## Szlaki turystyczne
– znakowana czerwono, a potem żółto ścieżka ze Szczyrbskiego Jeziora na Bystrą Ławkę, przebiegająca nad brzegami Niżniego i Wyżniego Wielkiego Furkotnego Stawu.
- Czas przejścia ze Szczyrbskiego Jeziora do Wyżniego Wielkiego Furkotnego Stawu: 2:35 h, ↓ 2 h
- Czas przejścia od Wyżniego Wielkiego Furkotnego Stawu na Bystrą Ławkę: 0:30 h, ↓ 0:20 h